# Wilfred Bungei
Wilfred Kipkemboi Bungei (Kabirisang, 1984. július 24. –) olimpiai bajnok kenyai középtávfutó, fő száma a 800 méteres síkfutás.

## Pályafutása
Bungei először a 400 méteres távra koncentrált, 1998-ban váltott 800 méterre. Ebben az évben ezüstérmes lett ezen a távon a junior világbajnokságon.
A 2001-es atlétikai világbajnokságon Edmontonban ezüstérmet szerzett. Egy évvel később Rietiben 1:42,34-ot futott, ami a világ valaha futott ötödik legjobb ideje.
2003-ban a fedett pályás világbajnokságon Birminghamben bronzérmet szerzett.
Részt vett a 2004-es olimpián, ott ötödik lett, a következő évi világbajnokságon Helsinkiben pedig negyedik.
A Moszkvában rendezett 2006-os fedett pályás világbajnokságon győzni tudott, a 2007-es szabadtéri világbajnokságon pedig ötödik lett.
Szintén versenyzett a 2008-as olimpián Pekingben, ahol 800 méteres síkfutás bajnoka lett. Ezen az olimpián ő volt a kenyai csapat zászlóvivője a nyitóünnepségen.
Unokatestvére a szintén futó Wilson Kipketer.

## Egyéni csúcsai
| Táv        | Idő     | Dátum               | Hely     |
| ---------- | ------- | ------------------- | -------- |
| 800 méter  | 1:42,34 | 2002. szeptember 8. | Rieti    |
| 1000 méter | 2:18,60 | 2002. július 7.     | Rethymno |